# Strica
Strica je naseljeno mjesto u općini Vareš, Federacija Bosne i Hercegovine, BiH.

## Stanovništvo

### 1991.
Nacionalni sastav stanovništva 1991. godine, bio je sljedeći:
ukupno: 112
- Hrvati - 56 (50,00%)
- Jugoslaveni - 15 (13,39%)
- ostali, neopredijeljeni i nepoznato - 41 (36,60%)

### 2013.
Nacionalni sastav stanovništva 2013. godine, bio je sljedeći:
ukupno: 52
- Hrvati - 49 (94,23%)
- Srbi - 2 (3,85%)
- Bošnjaci - 1 (1,92%)

## Vanjske poveznice
- Satelitska snimka  Arhivirana inačica izvorne stranice od 30. listopada 2020. (Wayback Machine)